# I figli degli altri
I figli degli altri (Les Enfants des autres) è un film francese del 2022 scritto e diretto da Rebecca Zlotowski.

## Trama
Rachel è un'insegnante di scuola media sulla quarantina, divorziata e senza figli. Pur essendo felice e soddisfatta della sua vita, comincia a rivalutare la propria posizione dopo essersi innamorata di Ali e aver conosciuto la figlia Leila. Rachel trascorre molto tempo con la bambina e la tratta come se fosse propria, pur sapendo che il suo rapporto con la bambina potrebbe interrompersi in qualunque momento o essere compromesso da Alice, la madre di Leila. Nasce quindi in lei il desiderio di un figlio proprio accompagnato da una profonda rabbia.

## Promozione
Il primo trailer del film è stato pubblicato il 23 marzo 2022.

## Distribuzione
La prima del film è avvenuta il 4 settembre 2022 in occasione della 79ª Mostra internazionale d'arte cinematografica di Venezia. Il debutto nelle sale cinematografiche francesi è avvenuto il 21 settembre dello stesso anno, mentre l'esordio in Italia il giorno dopo.

## Riconoscimenti
- 2022 - Mostra internazionale d'arte cinematografica
  - Candidatura per il Leone d'oro al miglior film
- 2023 - Premio Lumière
  - Miglior attrice a Virginie Efira
  - Candidatura a miglior film
  - Candidatura a miglior regia a Rebecca Zlotowski
  - Candidatura a migliore sceneggiatura a Rebecca Zlotowski